# آنالاسکا (آلاسکا)
آنالاسکا، آلاسکا (به انگلیسی: Unalaska) یک شهر در ایالات متحده آمریکا است که در Aleutians West Census Area واقع شده‌است.

## خصوصیات
آنالاسکا ۵۴۹٫۹ کیلومترمربع مساحت و ۴٬۳۷۶ نفر جمعیت دارد و ۴ متر بالاتر از سطح دریا واقع شده‌است.

## خواهرخوانده
شهر پتروپاولوفسک-کامچاتسکیی خواهرخواندهٔ آنالاسکا، آلاسکا هست.